# كولن سيلفيا
كولن سيلفيا (بالإنجليزية: Colin Sylvia)‏ هو لاعب كرة قدم أسترالية أسترالي، ولد في 8 نوفمبر 1985، وتوفي في 28 أكتوبر 2018 في Irymple, Victoria ‏ في أستراليا بسبب حادث مرور.

## وصلات خارجية
- كولن سيلفيا على موقع AustralianFootball.com (الإنجليزية)
- كولن سيلفيا على موقع AFLtables.com (الإنجليزية)